# Делмар Дейвс
Делмар Дейвс (на английски: Delmer Daves е американски филмов режисьор, сценарист и продуцент. 

## Биография
Делмар Дейвс е роден в Сан Франциско, Калифорния. Докато учи в Станфордския университет за юрист, той се интересува от кино. След като завършва университета през 1928 г. се премества в Холивуд. През 1930-те години той е успешен сценарист, от време на време участва в епизоди и като актьор. Най-успешните филми по негови сценарии са „Вкаменената гора“(1936) и „Любовна история“ (1939). Дейвс дебютира като режисьор през 1943 година. Създава няколко забележителни примера в стила ноар, но постигна най-голямото признание в уестърн жанра, като високо оценени са „Счупена стрела“ (1950) и „3:10 за Юма“ (1957). Освен това Дейвс е работил с някои от най-известните актьори по онова време Гари Купър, Глен Форд, Ричард Игън, Алън Лад, Трой Донахю, Ърнест Боргнайн и Росано Браци. Той също така дава старт в кариарата на звезди като Ан Банкрофт, Оливия Хъси, Джордж Скот, Сандра Ди и Чарлз Бронсън. 

## Избрана филмография
| Година | Филм                 | Оригинално заглавие |
| ------ | -------------------- | ------------------- |
| 1950   | Счупена стрела       | Broken Arrow        |
| 1956   | Джубал               | Jubal               |
| 1956   | Последната каруца    | The Last Wagon      |
| 1958   | Каубой               | Cowboy              |
| 1959   | Дървото на обесените | The Hanging Tree    |